# Bobrivnîk, Zinkiv
Bobrivnîk (în ucraineană Бобрівник) este un sat în comuna Tarasivka din raionul Zinkiv, regiunea Poltava, Ucraina.

## Demografie
Componența lingvistică a localității Bobrivnîk
     Ucraineană (97,41%)
     Rusă (2,23%)
Conform recensământului din 2001, majoritatea populației localității Bobrivnîk era vorbitoare de ucraineană (97,41%), existând în minoritate și vorbitori de rusă (2,23%).